# Corydoras areio
Corydoras areio är en fiskart som beskrevs av Knaack 2000. Corydoras areio ingår i släktet Corydoras och familjen Callichthyidae. Inga underarter finns listade i Catalogue of Life.